# La Grange, Illinois
La Grange är en ort (village) i Cook County, i delstaten Illinois, USA. Enligt United States Census Bureau har orten en folkmängd på 15 617 invånare (2011) och en landarea på 6,5 km².